# Veronica Moser
Veronica Moser (* 1964 oder früher; † 1. Juli 2020) war eine österreichische Pornodarstellerin. Laut Internet Adult Film Database war sie in Filmen auch unter den Namen Cindy Door, Claudia Cologne, Lady Veronica, Renate und Yvonne zu sehen.

## Karriere
Moser arbeitete in Österreich zunächst als Sekretärin und begann dann nebenberuflich als Modell für Aktfotos zu arbeiten, später folgten Pornofotos. In den 1980er Jahren begann ihre Tätigkeit als Pornodarstellerin, ihr erster Pornofilm erschien 1982 Josefine Mutzenbacher – Wie sie wirklich war Teil 3. Ende 1992 drehte sie den ersten Porno im Bereich Koprophilie.
Während der 1990er Jahre wirkte sie insbesondere in Filmen der „Sperrgebiet“-Serie mit und spielte bevorzugt devote Rollen. Sie spielte in mehr als 120 Pornofilmen, von denen die überwiegende Anzahl Koprophilie zum Thema hatten. Moser gilt als bekannteste Darstellerin für diese Art von Pornographie weltweit.
Ab 2007 richtete sie ihren Fokus auf Fetisch-Pornografie mit Gummi, Latex, Piercings, Tattoos usw. und legte sie sich den Künstlernamen „Pornarella“ zu. Im August 2008 kehrte sie in das Koprophilie-Geschäft zurück und kündigte auf ihrer Webseite an, monatlich einen neuen Film zu drehen, der nur online erhältlich sein sollte.
2016 spielte sie die Nasty Scat Lady im Horrorfilm Terror Tales.
Moser lebte zuletzt in Berlin und war nach eigener Aussage in Interviews verheiratet. Todesursache war eine Intrazerebrale Blutung.

## Trivia
Die Rockband Espiritos Zombeteiros hat Moser ein Lied gewidmet.
In späteren Filmen waren am Körper zahlreiche Tattoos und Intim-Piercings zu sehen.

## Filmografie (Auswahl)
- 1982: Josefine Mutzenbacher – Wie sie wirklich war Teil 3
- 1983: Diamond Baby
- 1985: Inside Marilyn
- 1992: Lady Gourmet
- 1992: Sperrgebiet 3
- 1995: Sperrgebiet 6 – Auch hübsche Frauen müssen scheißen
- 1997: Liquid Shit – Veronica Moser the Scat Queen
- 2006: Shitmaster
- 2008: Brown Reunion
- 2016: Terror Tales